# Nocturne (musikgrupp)
Nocturne är ett amerikanskt rockband som bildades 1995 i Dallas. Bandet bildades av kärnan, Lacey Conner och Chris Telkes, tillsammans med flera turnémusiker, vanligtvis Ben Graves från Murderdolls och "Rotten" Rotny även han gitarrist från industri/metalbandet Psyclon Nine.

## Diskografi
Studioalbum
- 1999 – Twilight
- 2001 – Welcome to Paradise
- 2002 – Paradise Wasted
- 2003 – Axis of Evil: Mixes of Mass Destruction
- 2005 – Guide to Extinction